# Комерційні запаси
Комерційні запаси (англ. Business Inventories або Manufacturing and Trade Inventories and Sales, MTIS) — звіт про рівень запасів, що сформувалися на стадіях виробництва, оптового й роздрібного продажів у США.
Відображає зміни в комерційних запасах у порівнянні з попереднім місяцем (у відсотках) і містить дані про зміну рівня запасів за рік.

## Періодичність
Публікується Бюро перепису США щомісяця (зазвичай 13 числа о 8:30 за Північноамериканським східним часом[джерело?]).

## Ступінь впливу на ринок
Не справляє помітного впливу на динаміку торгів.